# Dasia haliana
Dasia haliana är en ödleart som beskrevs av  Haly och NEVILL 1887. Dasia haliana ingår i släktet Dasia och familjen skinkar. Inga underarter finns listade i Catalogue of Life.